# Protogygia lagena
Protogygia lagena är en fjärilsart som beskrevs av Augustus Radcliffe Grote 1875. Protogygia lagena ingår i släktet Protogygia och familjen nattflyn. Inga underarter finns listade i Catalogue of Life.